# Кесада, Гаспар де
Гаспар де Кесада (исп. Gaspar de Quesada; XV век, Королевство Хаэн — 7 апреля 1520, Бухта Святого Юлиана) — испанский мореплаватель, принимавший участие в первом кругосветном плавании Магеллана в качестве капитана «Консепсьона», одного из пяти кораблей экспедиции.
Примерно через шесть месяцев после начала экспедиции Кесада с двумя другими испанскими капитанами попытался свергнуть Магеллана во время пасхального мятежа в южноамериканском порту Сан-Хулиан. Мятеж не удался, и по приказу Магеллана Кесада был обезглавлен.

## Экспедиция Магеллана
Мало что известно о жизни Кесады до экспедиции Магеллана. Письмо к Мануэлу I из Португалии от консула Себастьяна Альвареса описывает Кесаду как «слугу архиепископа [Севильского]». Карлос I из Испании написал, что ему «сообщили о его репутации и способностях».
Кесада был назначен капитаном одного из кораблей экспедиции архиепископом Хуаном Родригесом де Фонсека (руководителем Каса-де-Контратасьон) вместе с двумя другими испанскими капитанами экспедиции, Хуаном де Картахеной и Луисом Мендосой. Эти три капитана презирали Магеллана, португальского генерал-капитана экспедиции, и стали идеологами пасхального мятежа.
Экспедиция покинула Испанию 20 сентября 1519 года, отправившись на юго-запад в Южную Америку. Во время остановки на Канарских островах Магеллан получил секретное сообщение от своего тестя Дуарте Барбозы, предупреждающее его о том, что испанские капитаны планируют мятеж. Позже, во время пересечения Атлантики, после суда над моряком, уличенным в акте содомии, Магеллан встретился с капитанами судов экспедиции, чтобы обсудить их маршрут. Во время встречи Картахена всё более неуважительно относился к Магеллану, в конце концов заявив, что больше не будет принимать приказы генерал-капитана. При этом Магеллан схватил Картахену и объявил его арестованным. В ответ Картахена призвал Кесаду и Мендосу принять ответные меры против Магеллана, тем самым открыто подстрекая их к мятежу. Кесада и Мендоса сдерживались. После противостояния Картахену ненадолго отправили под арест, но Кесада и Мендоса убедили Магеллана освободить Картахену и отправить его на корабль Виктория (под командованием Мендосы).
Экспедиция высадилась в Рио-де-Жанейро в декабре 1519 года, где пробыла две недели.
Покинув Рио-де-Жанейро в конце 1519 года, флот три месяца плыл на юг вдоль побережья в поисках прохода вокруг или через континент. Когда погодные условия стали невыносимыми, флот встал на якорь 31 марта в естественной гавани, которую они называли Пуэрто-Сан-Хулиан, расположенной на территории современной Аргентины. Там они планировали дождаться зимы, прежде чем возобновить поиски пролива.

### Пасхальный мятеж
Помимо Хуана де Картахена и Луиса Мендосы, Кесада был одним из главных архитекторов пасхального мятежа в Сан-Хулиане, который проходил с 1 по 2 апреля. Мятеж начался около полуночи 1 апреля, когда Кесада и Картахена тайно привели тридцать вооруженных людей на борт корабля «Сан-Антонио».
Они захватили контроль над «Сан-Антонио». Во время захвата Кесада смертельно ранил Хуана де Элорриага, боцмана корабля, который сопротивлялся мятежникам. Позже Кесада объявил себя капитаном «Сан-Антонио», а Картахена вернулся, чтобы командовать «Консепсьоном». Под командованием Мендосы оставалась «Виктория», таким образом мятежники контролировали три из пяти кораблей флота.
Магеллан успешно отбивался от мятежников, сначала убив Мендосу и взяв под контроль «Викторию», затем заблокировав гавань, чтобы предотвратить побег «Консепсьона» и «Сан-Антонио» .
Кесада, по-видимому, намеревался бежать на рассвете 3 апреля, но до рассвета «Сан-Антонио» дрейфовал рядом с флагманом Магеллана, «Тринидадом», команда которого смогла высадиться на «Сан-Антонио», где они обнаружили, что Кесада бродит по квартальной палубе в полной броне, несущий копье и щит. Кесада и его сообщники были арестованы, а остальные члены команды «Сан-Антонио» заявили о своей верности Магеллану. Были предложены различные объяснения, почему «Сан-Антонио» сам пришел в руки к Магеллану, в том числе:
- Сильный отлив и прилив
- Желая получить быстрый старт на рассвете, Кесада поднял три из четырех якорей корабля. Единственного оставшегося якоря было недостаточно, чтобы препятствовать дрейфу корабля.
- Другие источники утверждают, что Магеллан послал одного моряка на лодке к «Сан-Антонио», чтобы тот перерезал его якорный трос. Возможно, он был допущен на борт, потому что он утверждал, что был то ли перебежчиком, то ли сторонником Магеллана на «Сан-Антонио» .

## Смерть
После пасхального мятежа Магеллан организовал военный трибунал, который приговаривал Кесаду к смертной казни (другой выживший испанский капитан, Хуан де Картахена, был позже высажен с запасом еды на необитаемом острове). Не найдя добровольного палача, Магеллан предложил привести приговор в действие сквайру Кесады Луису Молино, в знак отречения от заговора. Молино согласился, и 7 апреля 1520 года Кесада был обезглавлен.
Тела Кесады и Мендосы были четвертованы, позже части тел были развешены на виселицы в качестве предупреждения.
Позже, Фрэнсис Дрейк, со слов свидетелей, поступил аналогичным способом когда казнил Томаса Даути в Пуэрто-Сан-Хулиан в 1578 году.